# Rail Logistics Europe
Rail Logistics Europe (RLE) est l'entité de la Société nationale des chemins de fer français (SNCF) regroupant toutes les activités de fret et de logistique ferroviaires.

## Historique
La branche Fret du groupe SNCF devient SNCF Geodis en 2008 lors de l'intégration de Geodis. Au sein de SNCF Geodis, les activités de transport et logistique par le fer sont regroupées dans Transport ferroviaire et multimodal de marchandises (TFMM). En 2015, la branche SNCF Geodis est renommée SNCF Logistics.
Consécutivement à la transformation de la SNCF et de ses filiales en sociétés anonymes à capitaux publics, une nouvelle organisation du groupe est mise en place.
Rail Logistics Europe est créée le 1er janvier 2021 afin de rassembler au sein d’une même entité toutes les activités de fret et de logistique ferroviaires du groupe.
En 2021, 68 % du trafic fret en France est assuré par les entreprises de RLE.
RLE revendique être le 1er pôle de logistique ferroviaire en France, le 2e en Europe et compte 9 535 salariés dans 10 pays.
Le 1er janvier 2025, conformément au plan de discontinuité imposé par la Commission européenne, Fret SNCF se transforme en deux nouvelles sociétés : Hexafret pour le fret ferroviaire en France et Technis pour la maintenance des engins moteurs.

## Organisation
Rail Logistics Europe exerce les métiers d'opérateur ferroviaire, d'opérateur de transport combiné, de commissionnaire de transport et de mainteneur de matériel moteur. Depuis le 1er janvier 2025, RLE regroupe six sociétés :
- Hexafret, fret ferroviaire en France ;
- Technis, maintenance des locomotives ;
- Captrain, réseau européen de fret ferroviaire (dont Captrain France) ;
- Naviland Cargo, opérateur de transport combiné ;
- VIIA, autoroute ferroviaire ;
- Forwardis, commissionnaire de transport.

L’opérateur ferroviaire de proximité Normandie Rail Services (NRS) fait également partie de Rail Logistics Europe.